# 제이슨 코너리
제이슨 코너리(Jason Connery, 1963년 1월 11일 ~ )는 잉글랜드의 배우이자 영화 감독이다.

## 출연 작품

### 영화
- 디 언톨드 스토리 (2019)
- 토미스 아너 (2016)
- 더 파이터 (2012)
- 51구역 (2011)
- 산타 포스를 찾는 모험 (2010)
- 드래곤 레저렉션 (2009)
- 팬데믹 (2009)
- 더 라인 (2009)
- 악마의 무덤 (2009)
- 어론 인 더 다크2 : 마녀 사냥꾼 (2008)
- 언 액시덴탈 크리스마스 (2007)
- 나이트 스카이스 (2007)
- 더 파 사이드 오브 제리초 (2006)
- 와일드 (2006)
- 시크릿 다이어리: 런던은 사랑중 (2005, Private Moments)
- Hoboken Hollow (2005)
- 메리-케이트 앤 애슐리 인 액션! (2001)
- 위시마스터 3 (2001)
- 상하이 눈 (2000)
- 도시괴담 (1998)
- 미드나잇 인 세인트 피터스버그 (1995)
- 베이징 익스프레스 (1995)
- 자밀라 (1994)
- 알라딘 (1992)
- 미녀와 야수 (1992)
- 스파이메이커 (1990)
- 장화신은 고양이 (1988)
- 카사블랑카 특급 (1988)
- 바이 바이 베이비 (1988)
- 베니스의 정사 (1986)
- 정의의 사관 (1983)

### 텔레비전
- 레닌의 혁명으로 가는 열차 (1988, Lenin...The Train)
- 스몰빌 (2001-03)